# Chumphon
Chumphon, (thai: ชุมพร) är en provins (changwat) i södra Thailand. Provinsen hade år 2000 446 206 invånare på en areal av 6 009,0 km². Provinshuvudstaden är Chumphon.

## Administrativ indelning
Provinsen är indelad i 8 distrikt (amphoe). Distrikten är i sin tur indelade i 70 subdistrikt (tambon) och 674 byar (muban). 
| Chumphons distrikt numrerade | 1. Mueang Chumphon 2. Tha Sae 3. Pathio 4. Lang Suan | 1. Lamae 2. Phato 3. Sawi 4. Thung Tako |